# Johann I. von Langenmantel

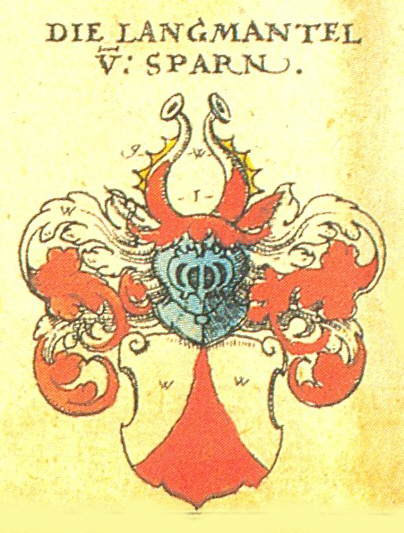
Wappen der Langenmantel vom Sparren

Johann I. von Langenmantel, auch Johann Langenmantel I. vom Sparren (* um 1275 in Augsburg; † 8. November 1337 in Augsburg) war ein Augsburger Patrizier und Stadtpfleger (Bürgermeister) aus dem Geschlecht der Langenmantel.

## Biografie
Johann I. von Langenmantel war der Sohn des Konrad Langenmantel vom Sparren († 1302) und der Hedwig geb. Welser. Die Brüder des Vaters, Hartmann († 1301) und Heinrich Langenmantel vom Sparren († 1300) amtierten auch bereits als Stadtpfleger. Der Vater und seine Brüder bilden zusammen die erste Generation der in Augsburg historisch fassbaren Mitglieder dieser Familie. 
Johann I. von Langenmantel, mit dem Beinamen „Lop“, war Fernhändler, Bürger, Ratsherr und  Stadtrichter. 1303 wurde er Knappe, 1304 bis 1306 amtierte er als gewählter Stadtpfleger, 1317 erhielt er den Ritterschlag. 
Der Patrizier stiftete 1329 am Augsburger Dom die sogenannte Langenmantel-Kapelle als Familien-Grablege. Sie war der Muttergottes sowie dem Hl. Christopherus geweiht, mit einer eigenen Vikarie verbunden, befand sich an der Südseite des Domes und wurde 1808 abgetragen. Dort wurde er nach seinem Tode beigesetzt:
„ANNO. DNI. MCCCXXXVII
VIII. DIE NOVEMBRIS
OBIIT
DNS. IOANNES. DICTVS. LANGMANTEL
MILES. AVGVST
FVNDATOR. HVIVS. CAPELLAE
HIC. SEPVLTVS
IN. DIE. S. LEONHARDI. CONFESSOR“
Langenmantel war dreimal verheiratet. Die erste Frau entstammte dem Geschlecht Amman von Werd (Vornamen unbekannt), die zweite hieß Agnes geb. Herwart und die dritte Margarethe von Rohrbach. Mit letzterer hatte er den Sohn und Erben Johann Langenmantel II. vom Sparren, der jedoch historisch kaum hervortritt. Er gilt als Begründer der sogenannten Rohrbacher oder Radauer Linie der Langenmantel vom Sparren. Sein Sohn Johann Langenmantel III. vom Sparren, bzw. von Radau († 1426) amtierte zehnmal als Augsburger Stadtpfleger.  
Aus seiner ersten Ehe hatte Johann I. von Langenmantel die Tochter Anna, die um 1320 Konrad Minner II. ehelichte, welcher 1364 als Augsburger Stadtpfleger ermordet und in der von ihm gestifteten Dreikönigskapelle beim Dom bestattet wurde.